# 스코트어 위키백과

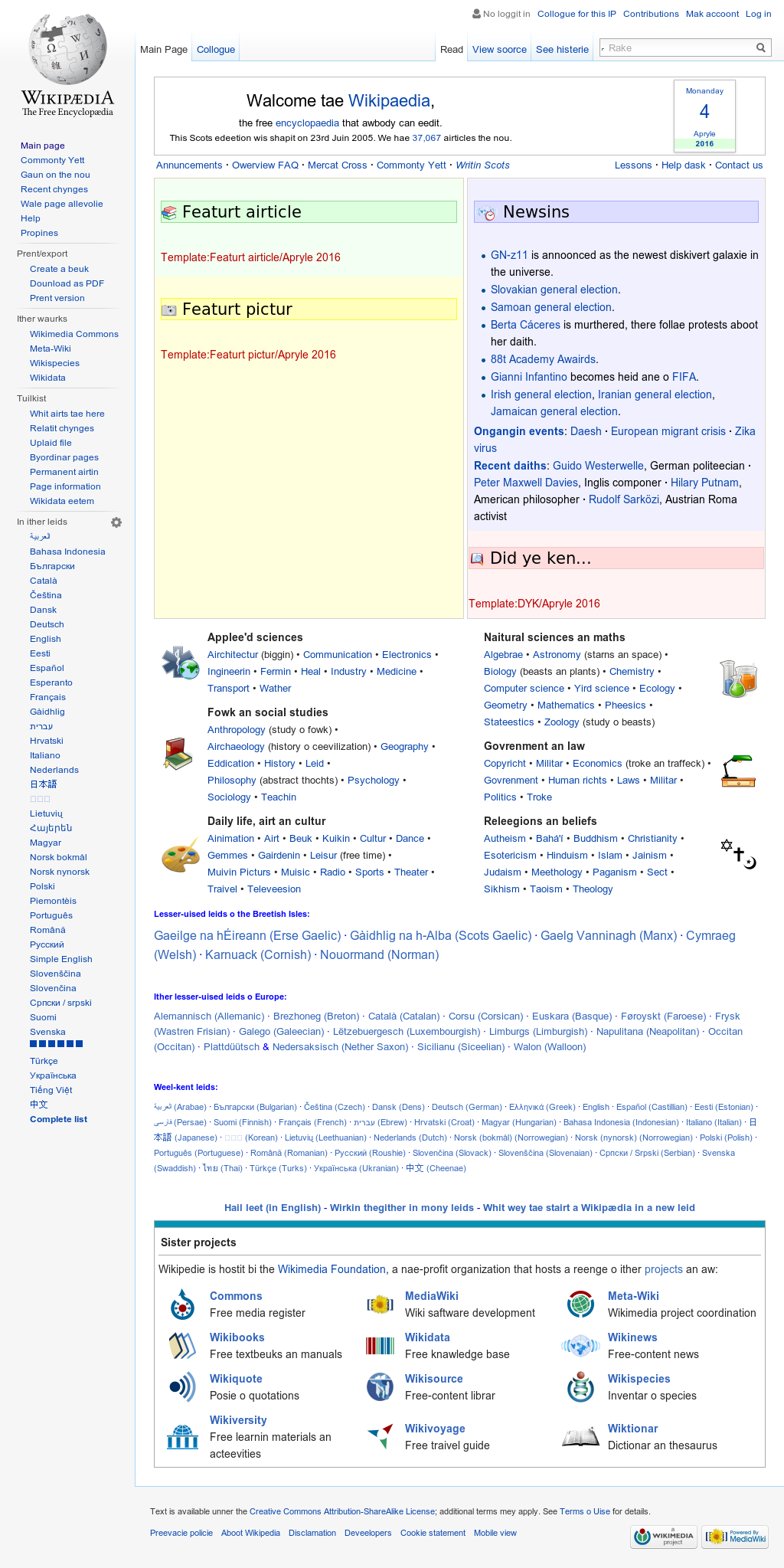

스코트어 위키백과는 스코트어로 운영되는 위키백과이다. 기호는 sco이다.

## 같이 보기
- 위키백과 목록